# Ce spun morții
"Ce spun morții" (titlu original "What the Dead Men Say") este o nuvelă science fiction scrisă de Philip K. Dick, publicată pentru prima dată în iunie 1964 în revista Worlds of Tomorrow. Manuscrisul, intitulat în primă fază "Man With a Broken Match", a fost primit de agentul lui Dick pe 15 aprilie 1963.

## Intriga
Moartea este urmată de 'semi-viață', o scurtă perioadă care poate fi raționalizată pe termen lung și în care morții pot fi reînviați - așa încât, teoretic, ei pot 'trăi' încă multă vreme. Când încercările de a-l readuce la viață pe importantul omul de afaceri Louis Sarapis eșuează, e evident că este vorba de mai mult decât de o simplă neglijență. Sarapis începe să vorbească de dincolo de mormânt, de fapt din spațiu. Dar, în afara celor direct implicați în ițele intrigii, nimeni nu își bate capul cu asta. În cele din urmă, transmisiile lui Sarapis blochează întreaga rețea de comunicații - telefoane, TV, radio.
Conceptul de 'semi-viață' a fost folosit din nou și dezvoltat în romanul din 1969 al lui Dick Ubik, în care apar și unele pasaje din nuvelă.

## Citate
"Nu încerca să rezolvi probleme importante în mijlocul nopții."
"Crezi că, de data asta, Gam are vreo șansă?" întrebă Kathy.

"Nu, nu chiar. Dar în politică se petrec miracole; uită-te la incredibila revenire a lui Richard Nixon din 1968."